# Művészcímer
A művészcímer három tarpajzsot tartalmazó címerpajzsból áll.
A 14. század közepe óta mindmáig ezt a formát használják. Fent kettő, alattuk egy kispajzs látható. Általában vörös vagy kék alapon 3 ezüst kispajzsot tartalmaz. 
Ez nem egyfajta nemesi címer (bár a Wijnsberch  és a Tsoerninge  család szintén három ezüst kispajzsot viselt vörös alapon), hanem céhcímer vagy inkább a művészetet, mint olyat jelképileg kifejező szimbólum. A művészcímerekkel kapcsolatban nem is létezett külön heraldikai szabály.
Észak-Németországban előnyben részesítették a vörös pajzsot, míg Dél-Németországban, különösen Bajorországban a kék pajzsot kedvelték. A különféle művészünnepeken a kék címert zászlókon, a vöröset pajzson használták. A pajzs lehetett mindkét irányban döntött.

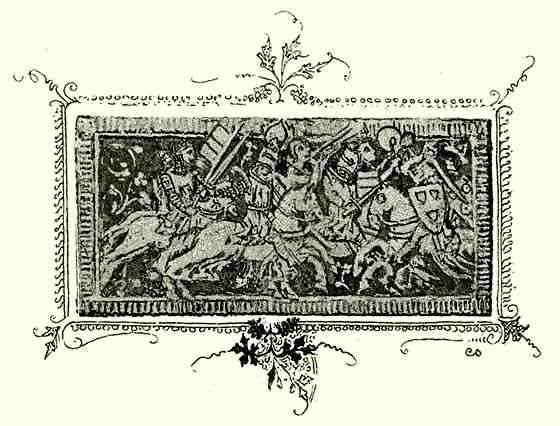
Csatajelenet az Anjou-korban

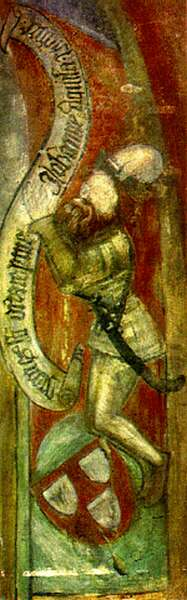
Aquila János önarcképe – Mártonhely, 1392

Magyarországon szép példái a középkorból János királyi festő (Magister Johannes pictor Regis Hungariae) sírköve (1370 vagy 1371) a budavári koronázó templom külső faláról, a főbejárat mellett elhelyezett sírkő a Budapesti Történeti Múzeumban, az osztrák Radkesburg városából származó Aquila János festő önábrázolása 1378-ból a veleméri templomban, lábánál művészcímerrel, valamint a mártonhelyi templomban (1392), melyen a kezében tartott pajzsán szintén három kispajzs látható. Ábel, királyi festő sírköve az egyik legkorábbi európai művészcímer a 14. század derekáról szintén 3 kispajzzsal ellátott pajzs. A kassai ötvöscéh 1476-os pecsétnyomóján is művészcímer látható.
A három pajzs talán a képzőművészeti diszciplínákat jelképezi (festészet, szobrászat, építészet).